# Международная федерация исследований женской истории
Международная федерация исследований женской истории (англ. International Federation for Research in Women's History, IFRWH) — международная женская организация.
Иное название — Международная федерация содействия исследованиям женской и гендерной истории (англ. International Federation for Promotion of Research into Women's and Gender History, фр. Fédération Internationale Pour la Recherche en Histoire des Femmes, FIRHF).

## История
Федерация была основана в 1987 году. Федерация является дочерней международной организацией Международного комитета исторических наук.
Федерация провела свою учредительную конференцию в 1989 году в Центре Белладжио Фонда Рокфеллера. По итогам конференции была опубликована книга «Writing Women’s History» (1991, Springer:ISBN 9781349215126). Первым президентом и главным инициатором создания федерации стала Ида Блум, которая с 2017 года осталась в качестве почетного члена правления.

## Концепция
Целью федерации является поощрение и координация исследований по всем аспектам женской истории. Первая конференция учреждённой федерации состоялась в Мадриде в 1990 году. В 2000 году конференция состоялась в Осло по теме «Conflict and Co-Operation in Sites of Cultural Co-Existence: Perspectives from Women’s History». В 2018 году — в Университете Саймона Фрейзера в Ванкувере, Канада, на тему «Transnationalisms, Transgressions, Translations».

## Структура
Членство в основном осуществляется через национальные комитеты исследователей, такие как Сеть женской истории Великобритании (англ. UK Women's History Network) или Национальный комитет Бангладеш (англ. Bangladesh National Committee).